# Ctenophthalmus bogatschevi
Ctenophthalmus bogatschevi är en loppart som beskrevs av Wagner et Argyropulo 1934. Ctenophthalmus bogatschevi ingår i släktet Ctenophthalmus och familjen mullvadsloppor.

## Underarter
Arten delas in i följande underarter:
- C. b. bogatschevi
- C. b. tatianae